# District de Vidisha
Le district de Vidisha  (hindi :) est un district  de l'état du Madhya Pradesh, en Inde,

## Géographie
Au recensement de 2011, sa population compte 1 458 875 habitants.
Son chef-lieu est la ville de Vidisha. 